# Cacería de subsistencia
La cacería de subsistencia es definida como la extracción de fauna silvestre que realizan las comunidades con fines de autoconsumo y comercio local.Es una actividad que utiliza recursos de la fauna como la carne, piel, huesos, plumas, etc. para complementar las necesidades proteicas de las comunidades, esta práctica ha permitido a los distintos grupos humanos subsistir y conservar los recursos naturales, a la vez que sirven como parte de la revalorización y sustento de su identidad sociocultural y territorial.

## Historia
Este tipo de aprovechamiento ha acompañado el desarrollo de la humanidad desde sus albores. En cuanto a México, las comunidades rurales han extraído fauna silvestre durante siglos. Los aztecas y los mayas, por ejemplo, empleaban numerosos vertebrados como proveedores de carne, pieles, plumas, huesos, grasa y aceites, pigmentos, productos medicinales y otros materiales consumidos localmente o intercambiados por otros bienes. Este recurso sigue teniendo importancia para la dieta en las comunidades rurales de América tropical, sobre todo las que cuentan aún con áreas cubiertas por vegetación madura que sirve de hábitat a diversas especies.

## Importancia de la fauna silvestre
Una parte importante de los habitantes del medio rural mexicano aprovecha animales silvestres como fuente de alimento, pieles, plumas, huesos, aceites, pigmentos, sustancias medicinales y otros materiales que se consumen localmente, paralelamente la carne de caza constituye una importante fuente de ingresos para los cazadores e intermediarios que canalizan su venta. El aprovechamiento de mamíferos terrestres desempeña un papel esencial en la seguridad alimentaria para garantizar una nutrición sana, pues los cazadores y sus familias consumen la carne y vísceras de sus presas  pues suele ser una de sus principales fuentes de proteína animal.
La carne de caza es un recurso importante al comercializarse porque es transportable, tiene una alta relación de valor/peso y se preserva fácilmente a un bajo costo. A menudo representa el principal producto básico de generación de ingresos y es una actividad económica que representa una importante cadena de comercio.
El estudio de la cacería de subsistencia lleva a cabo para entender la forma en que los pobladores utilizan la fauna silvestre y esto con el fin de diseñar cosechas sostenibles. Esto ayuda a implementar acciones que prevengan las situaciones de riesgo para las poblaciones de mamíferos cinegéticos. Dado que la cacería de subsistencia es diferente en cada etnia o grupo humano su estudio requiere conocer el contexto sociocultural y económico de la caza. La etnobiología permite analizar la cacería de subsistencia como una práctica sociocultural y facilita el comprender cómo se integra el conocimiento y la práctica, además de tomar en cuenta a los elementos sobrenaturales que también conforman el territorio.
La importancia de la fauna silvestre también radica en que permiten conocer el tipo de visión del mundo o cosmovisión de un grupo étnico, que la concibo como “aquella visión estructurada por medio de la cual los miembros de una comunidad combinan de manera coherente sus nociones sobre el medio en el que viven, y sobre el cosmos en que sitúan la vida del hombre.
Un problema de la carne de caza es que los habitantes rurales carecen de derechos sobre estos recursos por lo tanto se podrían realizar cambios en los derechos y tenencia para asegurar una buena gestión de los recursos rurales, sin tener que impedir este tipo de caza.

## Especies de fauna cazadas
El aprovechamiento de fauna para subsistencia, se enfoca en diversas especies de animales, lo cual depende de las preferencias alimenticias de los cazadores, de la cantidad de carne que proporcionan, así como de su abundancia poblacional.
En los bosques tropicales, las especies cazadas abarcan una amplia gama de tamaños, desde insectos hasta elefantes. El grupo de vertebrados capturados con más frecuencia y que aporta mayor biomasa de carne para consumo propio o con una finalidad comercial, son los mamíferos. Varios estudios indican que más del 90% de las especies extraídas de los bosques tropicales son, por orden de importancia, ungulados, roedores y primates.
Estudios realizados en el sur de México durante la última década demuestran que en los bosques tropicales de la región se utilizan más de 60 especies de mamíferos, aves y reptiles. Entre las especies con mayor presión de caza se encuentran los herbívoros y omnívoros de mayor talla, como venados (Odocoileus virginianus y Mazama spp.), pecaríes (Tayassu spp.), tapires (Tapirus bairdii), tepezcuintles (Cuniculus paca) y armadillos (Dasypus novemcinctus) entre los mamíferos; pavos (Meleagris spp.), cojolitas (Penelope purpurascens), hocofaisanes (Crax rubra), patos (Anatidae) y tinamúes (Tinamidae) entre las aves; así como iguanas (Iguana iguana y Ctenosaura spp.) y tortugas de agua dulce (e.j. Dermatemys mawii, Claudius angustatus) entre los reptiles. Similarmente, las especies carnívoras de talla grande o mediana también están sujetas a fuerte presión de cacería, con frecuencia por el daño real o potencial que pueden causar a los animales domésticos y a los habitantes de comunidades rurales. Entre estas especies destacan los grandes felinos como el jaguar (Panthera onca), el puma (Puma concolor) y el ocelote (Leopardus pardalis), especies medianas de mamíferos como el coatí (Nasua narica), el mapache (Procyon lotor), así como águilas y halcones entre las aves, y cocodrilos (Crocodylus spp.) y caimanes (Caiman crocodylus) entre los reptiles.

## Consecuencias de la cacería de subsistencia en la fauna silvestre
Se ha documentado que la cacería tiene un efecto negativo sobre la estructura de las comunidades de vertebrados silvestres, debido a la sobre extracción selectiva de algunas especies, sobre todo presas grandes. La magnitud del impacto obedece al tipo de uso que varía en el tiempo, entre regiones, ecosistemas, culturas, procesos de transculturación y creencias mágico-religiosas.  Ejemplo de esto son prácticas de cacería no sustentables en selvas tropicales que han originado cambios en la distribución y la abundancia de numerosas poblaciones de fauna silvestre, por lo tanto si estas actividades no se regulan por un plan de manejo y se desarrollan libremente, sin un registro de individuos extraídos, edades y sexos; puede llevar a un desbalance en las poblaciones e incluso la desaparición de estas o la extinción local de animales silvestres, esto signiﬁcaría la pérdida de un recurso natural importante tanto para la gente del medio rural, como para la dinámica de los ecosistemas a nivel región.

## Cacería de subsistencia en la cultura Maya
La cacería de subsistencia forma parte del manejo integrado que los mayas han realizado en las selvas que habitan y el manejo de fauna silvestre se manifiesta en sus creencias y tradiciones.  Los Mayas creen que todos los elementos de la selva, incluidos los animales, tienen un dueño por lo que para derribar un árbol o matar un animal necesitan pedir permiso al dueño de ese árbol o ese animal, para que los proteja del peligro y les de suerte para matar a la presa adecuada. La cacería en la zona maya es generalmente una actividad complementaria de otras actividades productivas como la milpa y las extracciones de chicle y madera y en la mayoría de los casos es para el autoconsumo sin embargo, una presa grande, puede venderse a otros miembros de la comunidad o a la orilla de la carretera.
Se pueden considerar tres dimensiones –subjetiva, concreta y abstracta– dentro de la cultura maya, para caracterizar el uso y manejo de la fauna silvestre por medio de la actividad de la cacería en su contexto ambiental, social y cultural.
La dimensión subjetiva hace referencia a las representaciones que los grupos humanos, entre ellos los mayas, tienen de la fauna y de la caza o captura de determinados animales silvestres y cómo le dan significado material y cultural a este recurso según sea la especie.
La dimensión concreta se constituye por lo observable del uso (a través de la cacería) y manejo de la fauna, e incluye lo relacionado con las prácticas rituales. En el caso de los mayas no se puede concebir ni enfocar la cacería como una actividad aislada al resto de actividades dentro de la estrategia integral del sistema productivo.
La dimensión abstracta se refiere a las reglas y normas sociales de comportamiento e instituciones locales que la colectividad establece para acceder a usar y conservar el recurso fauna y el hábitat.

## Cacería de subsistencia en comunidades indígenas de La Selva Lacandona
En comunidades indígenas y mestizas de La selva Lacandona se ha reportado el uso de 52 especies diferentes de vertebrados terrestres (30 mamíferos, 14 aves y ocho reptiles), con seis propósitos diferentes: alimenticio, control de daños a cultivos y ganado, peletero/comercial, artesanal, medicinal y ornamental. También se presentó un listado de 72 especies de vertebrados terrestres (31 mamíferos, 33 aves y 8 reptiles) que son usados por los pobladores locales en la porción sur de la selva Lacandona.
Los aportes de la carne de animales de monte al consumo de proteínas de origen animal a la dieta de los pobladores de Nahá (lacandones) y Flor del Marqués (mestizos) son del orden de 30 y 50%, respectivamente. Por su parte los lacandones de Lacanjá-Chansayab utilizaron 19 especies nativas de mamíferos como fuente de proteína animal en su dieta.
Por su parte, el reglamento interno de la Comunidad Lacandona, de 1992, establece con relación a la fauna la prohibición de la cacería de animales que no dañen los cultivos y la ganadería, como el mono araña, el saraguato, la danta, la guacamaya, los loros y el lagarto. Esto reconoce tácitamente el derecho a cazar a los que sí dañan los cultivos y la ganadería: tejones, pecarí de collar, venados, tepezcuintle y guaqueque, principalmente.

## Recomendaciones para una caza de subsistencia sustentable
El manejo sustentable de la fauna silvestre es la estrategia más viable para la conservación de especies aprovechadas en la región, generando a sus pobladores beneﬁcios económicos y nutricionales. Este manejo debería ser planeado y ejecutado al interior de cada comunidad y basarse en prácticas acordes con la identidad cultural y el contexto socioeconómico y ambiental de los habitantes. Las acciones que pueden incluirse son la regulación espacial, temporal o numérica de la cacería de subsistencia, la protección de fragmentos de selvas, cuerpos de agua naturales y vegetación riparia, la transformación de pastizales y cultivos convencionales en sistemas silvopastoriles y agroforestales, la creación de corredores de vegetación nativa entre fragmentos aislados de bosques y selvas, y el establecimiento de un mayor número de centros turísticos comunitarios que integren a la observación de fauna nativa entre sus atractivos principales.
Así mismo los programas de manejo deberán tener un sistema de evaluación, que les proporcione la posibilidad de ser modificados ante cambios ambientales, sociales o culturales, para que sean aplicados y tengan continuidad es necesario conocer y sistematizar todo tipo de información sobre las relaciones entre la gente local y la fauna silvestre usada, así mismo deben llevar inmersos una serie de reglas y leyes que establezcan límites de aprovechamiento, tener un órgano funcional de difusión que permita a la sociedad saber cuál es el estado de los recursos y la mejor comprensión del significado y alcance de la caza de subsistencia. Es importante mencionar que los programas de manejo exitosos son aquellos que involucran y empoderan a los usuarios locales para tomar decisiones e identificar necesidades de asistencia técnica para la gestión.
Por último cuando sea necesario se deberán establecer periodos de aprovechamientos y vedas para las especies de interés en las distintas regiones ecogeográficas del estado.